# Macrolobium flexuosum
Macrolobium flexuosum är en ärtväxtart som beskrevs av George Bentham. Macrolobium flexuosum ingår i släktet Macrolobium och familjen ärtväxter.

## Underarter
Arten delas in i följande underarter:
- M. f. flexuosum
- M. f. parviflorum